# إدوارد ريتشارد شو
إدوارد ريتشارد شو (بالإنجليزية: Edward Richard Shaw) هو كاتب وكاتب للأطفال أمريكي، ولد في 1855 في بلبورت في الولايات المتحدة، وتوفي في 1903.